# Lambert Engelbert van Eck
Pour les articles homonymes, voir Eck.
Lambert Engelbert van Eck, né en 1754 à Tiel et mort en 1803 à La Haye, est un homme politique néerlandais.

## Biographie
Après des études de droit à l'université de Leyde, Van Eck devient avocat à La Haye en 1777. Proche des patriotes, il fonde avec Jacobus Kantelaar et Eduard Marius van Beyma la société citoyenne de modération de La Haye.
Pendant la Révolution batave, il devient membre de l'assemblée provisoire de Hollande, en janvier 1795, et siège au comité des affaires de la marine. L'année suivante, il est élu député de La Haye à la première Assemblée nationale de la République batave, après la mort du titulaire, Johan Michaël de Graaff. Unitariste modéré, il se prononce en faveur d'une république unie et indivisible et de l'amalgame des dettes des provinces. Il préside l'Assemblée du 9 au 23 janvier 1797. 
Il est réélu en octobre 1797, en remplacement de Jan Steven Wentholt, nommé au comité de rédaction de la constitution. Il est arrêté le 22 janvier 1798 à la suite du coup d'État unitariste de Pieter Vreede et emprisonné à la Huis ten Bosch jusqu'au 14 juillet 1798. Il devient ensuite conseiller à la cour de justice de Hollande jusqu'à sa mort, en 1803.